# Freecell
Il Freecell è un solitario, giocato con un mazzo di carte da gioco. Questo gioco è disponibile anche su Windows XP, Windows Vista e Windows 7.

## Il gioco
Si gioca con un mazzo da cinquantadue carte, esclusi i joker. Si distribuiscono otto file di carte scoperte: le prime quattro file hanno sette carte per fila e le altre quattro ne hanno sei per fila. Bisogna poi immaginare di avere quattro celle libere a disposizione (da cui deriva il nome freecell) sulle quali porre liberamente quattro carte e altre quattro celle sulle quali porre le carte per seme in ordine crescente.
Come in alcuni solitari con le carte, anche in questa specialità è possibile spostare una fila di carte in ordine crescente e alterno nei colori rosso e nero.
Quando una delle otto caselle è vuota è possibile inserire una carta o una fila a piacimento del giocatore.
Le celle libere hanno però un vincolo: quando sono tutte e quattro libere è possibile spostare una fila di solo cinque carte; quando una cella è occupata è possibile spostare una fila di solo quattro carte; quando due celle sono occupate è possibile spostare una fila di tre carte; quando tre celle sono occupate si può spostare una fila di solo due carte e quando le celle sono tutte occupate è possibile spostare solo una carta. L'idea è che ogni spostamento possa essere scomposto in spostamenti di singole carte, usando le quattro celle libere come appoggio: ad esempio, per muovere una pila 10-9-8, devono essere disponibili due spazi in cui mettere temporaneamente il 9 e l'8 mentre si sposta il 10, e ricostruire successivamente la pila.
Il giocatore porta a termine una partita "inventandosi uno stratagemma" nello spostamento delle carte e delle file. I giochi di carte FreeCell, originariamente disponibili in versione desktop, sono stati in seguito adattati e proposti anche come giochi “casual” per browser, sviluppati in HTML.

### Giocare con un mazzo di quaranta carte
Nel caso non si possieda un mazzo da cinquantadue carte è possibile giocare anche con un mazzo da quaranta: invece che otto file si distribuiscono sette file di carte (le prime cinque file contengono sei carte, mentre le due restanti file ne contengono cinque). Le regole sono le stesse.